# Primer gobierno de José Pardo
El primer gobierno de José Pardo y Barreda en el Perú se inició el 24 de septiembre de 1904 y culminó el 24 de septiembre de 1908. Fue el tercer gobierno de la llamada República Aristocrática, que se caracterizó por su apoyo firme y eficaz a la educación pública, la cultura y la defensa nacional. En el plano hacendario hizo reformas en el sistema tributario y en el de las aduanas, que permitieron un aumento en los ingresos del fisco. También se mostró interesado en la legislación laboral. 

## José Pardo y Barreda

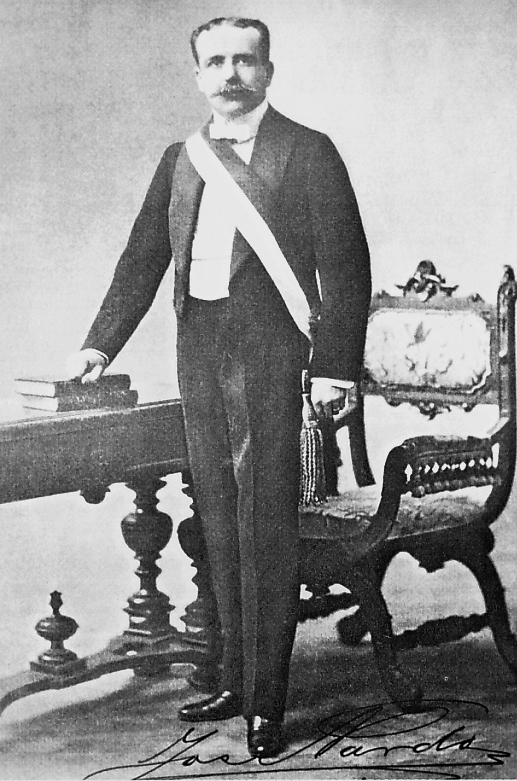
José Pardo y Barreda durante su primer gobierno en 1906.

José Pardo y Barreda, líder del Partido Civil, era hijo del también presidente del Perú y fundador de dicho partido, Manuel Pardo y Lavalle, que fuera asesinado en 1878. Abogado de profesión, estudió también Letras y Ciencias Políticas y Administrativas en la Universidad de San Marcos. Entre 1888 y 1889 fue Secretario de Primera Clase de la Legación del Perú ante el gobierno español y en su calidad de Encargado de Negocios Ad-interin, presentó el alegato peruano en la cuestión de límites con el Ecuador. Entre 1891 y 1898 se dedicó a la agricultura en la Hacienda Tumán de su propiedad y fundó, sucesivamente, varias razones sociales y comerciales. Incursionó en la política a comienzos de este siglo, en el Partido Civil, considerado como el abanderado de la oligarquía. Fue ministro de Relaciones Exteriores del gobierno de Manuel Candamo (1903-1904), presidente que falleció a los seis meses de llegar al poder. Como miembro del sector juvenil y reformista del civilismo, Pardo desbancó en la candidatura al viejo presidente del partido, Isaac Alzamora, y se presentó en las elecciones de 1904, resultando ganador. Tenía 40 años al momento de asumir la presidencia.
La llegada de Pardo al poder, significó también la llegada de una nueva mentalidad, enfocada en el conocimiento y la solución de problemas de carácter social, que había sido tratada escasamente hasta entonces. En el siglo anterior, se había luchado por la libertad de expresión, por el respeto al voto ciudadano o  por los derechos políticos. Pero ahora se daba primacía a la reivindicación de los derechos sociales.

## Aspecto político

### Inauguración del gobierno
José Pardo asumió la presidencia el 24 de septiembre de 1904, convirtiéndose en el cuarto gobernante de la llamada República Aristocrática. Fue un gobernante respetuoso de la ley, de las instituciones y libertades, pero su política fue hacer un gobierno de partido y no un gobierno nacional.

### Oposición al gobierno
Durante este gobierno hubo amplia libertad de prensa. Hicieron oposición al gobierno los diarios El Liberal, de Augusto Durand, y La Prensa, fundado en 1903 por Pedro de Osma y que desde 1905 dirigió Alberto Ulloa Cisneros, fogoso y combativo periodista. Pero esta oposición se hacía dentro de los marcos que permitía la ley, sin caer en excesos. Por ello, Pardo pudo hacer algunos viajes a provincias, lo que hasta entonces no había hecho ningún presidente elegido democráticamente.
Durante este período las pugnas se incrementaron en el parlamento entre el partido civil y los partidos demócrata y liberal.

### Gabinetes ministeriales

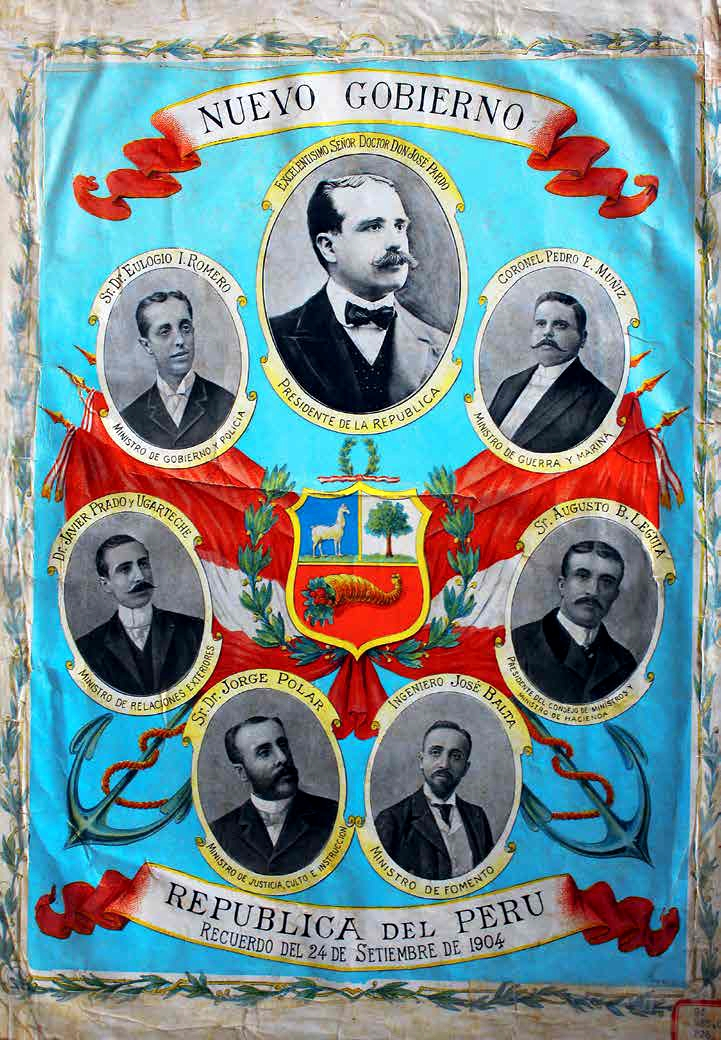
Recuerdo de la ascensión al poder de Pardo, 24 de septiembre de 1904. El presidente y su primer gabinete.

Pardo tuvo tres gabinetes de gobierno. 
El primer gabinete, el de más larga duración, y que cubrió gran parte del periodo presidencial, fue presidido por Augusto Leguía (Hacienda); e integrado por Javier Prado y Ugarteche (Relaciones Exteriores); Eulogio Romero Salcedo (Gobierno); Jorge Polar (Justicia e Instrucción); José Balta Paz (Fomento); y Pedro Muñiz Sevilla (Guerra).
Leguía ya había sido ministro de Hacienda en los gobiernos anteriores de Candamo y Calderón, y su paso por dicho portafolio se le considera en general exitoso. Empeñado en hacer una nueva política hacendaria, que condujera al Perú a la senda de la prosperidad, trazó un plan de impuestos y empréstitos para aumentar los ingresos del Estado, y suscribió contratos para extender las líneas ferroviarias hasta Huancayo y el Cuzco. Destacaron sus intervenciones en el Parlamento, donde defendió sus proyectos en innumerables discursos, cargados de verbosidad y erudición jurídica y técnica. Luego de haber estado casi cuatro años consecutivos en el ministerio, renunció en julio de 1907, para preparar su candidatura presidencial con miras a las elecciones de 1908 (en la que resultaría vencedor).
Los cambios en este primer gabinete fueron los siguientes: Pedro Portillo (Fomento); Ernesto Zapata, Amador del Solar Cárdenas y Agustín Tovar Aguilar  (Gobierno); Carlos Washburn (Justicia e Instrucción); y Solón Polo (Relaciones Exteriores).
El segundo gabinete, presidido por Agustín Tovar Aguilar (Gobierno), asumió el 1 de agosto de 1907. Tovar era un acaudalado hacendado, que militaba en el civilismo desde los años 1890. Conformaban su gabinete: Solón Polo (Relaciones Exteriores), Carlos Washburn (Justicia e Instrucción), Pedro E. Muñiz (Guerra y Marina), Germán Schreiber (Hacienda) y Delfín Vidalón (Fomento). A principios de octubre de 1907, Tovar acudió a la Cámara de Diputados para absolver una interpelación, por motivo de la acusación que pesaba sobre el prefecto de Puno, de defraudación del dinero público y usurpación de propiedad. Tovar, que no era muy dotado en oratoria, llegó a decir que las «juntas departamentales marchaban al garete». Esto motivó que el diputado demócrata M. Lino Cornejo, presentara el 7 de octubre una moción rechazando las declaraciones de Tovar, moción que fue aprobada sin debate. Al día siguiente, Tovar renunció, siendo nombrado como nuevo ministro de Gobierno el diputado Germán Arenas.
El tercero y último gabinete, presidido por Carlos Washburn, abogado y magistrado trujillano, juró en octubre de 1907. Washburn se mantuvo en el portafolio de Justicia e Instrucción y conservó en el gabinete a los ministros en ejercicio, manteniéndose todos ellos hasta el final del gobierno de Pardo, con la sola excepción de retiro del general Muñiz en Guerra, que fue reemplazado por el general Juan Norberto Eléspuru.

## Política hacendaria

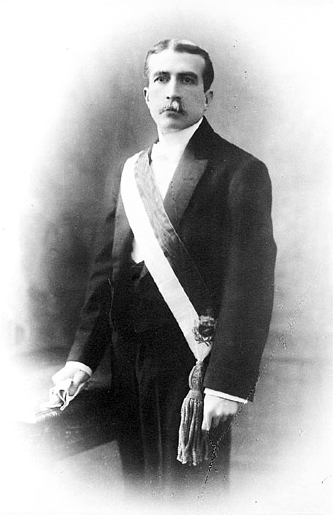
Augusto Leguía fue el presidente del Consejo de Ministros y Ministro de Hacienda del gobierno de Pardo, y se destacó por su empeño en realizar reformas en su sector.

### Reformas
En el campo hacendario se realizaron importantes reformas como las siguientes: 
- Se reabrió el crédito nacional ante los mercados extranjeros, al aprobarse en el Congreso la celebración de un empréstito de 600 mil libras, llevada a cabo en 1905 con el Banco Alemán Trasatlántico. Fue la primera operación de crédito de su género realizada por el Perú, desde 1876, es decir, de antes de la guerra con Chile; en ese lapso de 30 años nadie hasta entonces había querido prestar un centavo al Perú. Tras el éxito de este primer empréstito, se quiso celebrar otro por tres millones de libras, para la construcción de ferrocarriles, pero esta vez hubo una tenaz oposición parlamentaria.[13]
- Se fundó la Caja de Depósitos y Consignaciones, institución encargada de custodiar gratuitamente los valores cuyo depósito fuera ordenado o aceptado por el Poder Judicial u otras oficinas públicas.[14] Con esa entidad se firmaron contratos para la recaudación de la renta de la sal, para el pago de la deuda interna, para la recaudación de rentas escolares y para la formación de la Compañía Nacional de Vapores y Dique Flotante del Perú.[7]
- Se renovó el contrato con la Compañía Nacional de Recaudación, encargada del cobro de las contribuciones o tributos, pero se ajustaron nuevas condiciones para rebajar las onerosas comisiones que se llevaba dicha compañía.[15]
- Se iniciaron las operaciones de la Compañía Salinera Nacional, sucesora de una anterior compañía encargada de recaudar el impuesto sobre la sal (1906). Esta vez se mejoraron para el Estado las comisiones que cobraba dicha compañía, y el producto obtenido por el fisco por este negocio sirvió para pagar los intereses y amortizaciones del empréstito al Banco Alemán Trasatlántico.[15]
- Se firmó un arreglo con la Peruvian Corporation, la empresa encargada de los ferrocarriles, que se comprometió a continuar la prolongación de líneas férreas.[14]
- Con el fin de mejorar el sistema de aduanas, se contrató una misión francesa especializada en el tema, que llegó en 1905. La ley N.º 435, de 11 de diciembre de 1906, autorizó al Poder Ejecutivo hacer la reforma de las aduanas marítimas. Fue reorganizada la Superintendencia General de Aduanas de Lima y el Callao. La recaudación aduanera era fundamental para producir mayores ingresos al país provenientes de la exportaciones.[7][15]
- Por ley N.º 194 de 6 de febrero de 1906, y tras un largo debate parlamentario, se dispuso la creación de una compañía nacional de vapores, para construir y explotar un dique flotante en el puerto del Callao. Con ello se pretendía impulsar el desarrollo de la marina mercante. Luego, un grupo de capitalistas propusieron organizar una sociedad anónima denominada Compañía Peruana de Vapores y Dique Flotante del Callao, que, tras los trámites correspondientes, fue aceptada por el gobierno. Se reunieron capitales privados, aportando también el gobierno. A base de ello, a fines de 1907 se ordenó la construcción del dique flotante y de dos vapores,[16] que fueron el Huallaga y el Ucayali. Con este organismo, la comunicación marítima entre los pueblos de la costa se hizo más factible y el Perú empezó a recobrar su prestigio y potencial marítimo perdido años atrás.
- Se dictó un nuevo reglamento para el Tribunal Mayor de Cuentas (entidad encargada de examinar las cuentas fiscales), expedido oficialmente por decreto de 30 de abril de 1908.[17]

Cabe acotar que el sistema tributario se basaba en los ingresos de las aduanas y los impuestos indirectos, es decir se gravaba el consumo, más no los ingresos. Ese régimen se mantuvo a lo largo de la República Aristocrática, que fue una época de bonanza económica. Para Gianfranco Bardella, se perdió entonces la oportunidad de aumentar los ingresos del Estado mediante la aplicación de un régimen moderado de impuestos a la renta, algo a lo que, naturalmente, se habrían opuesto los terratenientes y empresarios.

### Agricultura, minería, comercio

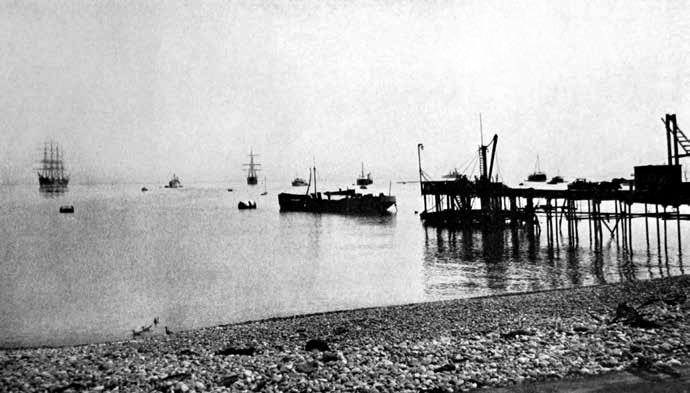
Muelle de la Compañía Peruana de Vapores, a principios del.

En el rubro de la agricultura, ya desde tiempos de Piérola se había estimulado el cultivo de la caña de azúcar que aumentó a raíz del ingreso del Perú como miembro de países productores de azúcar, según convención de Bruselas de 1902. Fue así como las haciendas azucareras, especialmente de la costa norte, ampliaron el radio de acción de sus sembríos al mismo tiempo que tecnificaron el proceso de su cultivo. Un producto derivado, el alcohol o cañazo, empezó a difundirse por su bajo precio, siendo consumido especialmente por la población indígena.
Corresponde también a esta época el auge del caucho, que en su mejor momento llegó a representar el 21.7 % del total de las exportaciones del Perú (1904-1905) y se desató una verdadera ola de aventura con relación a su explotación en la zona de la selva.
La actividad minera experimentó también un gran auge, al incrementarse la producción de minerales en Jauja, Huarochirí y Huancayo. Se crearon delegaciones de minería en Castrovirreyna, Bolognesi, Huancayo, Jauja y Yauyos. El número de pertenencias mineras llegó a 12.858. En cuanto al comercio internacional, las importaciones superaron a las exportaciones.
El presupuesto creció moderadamente. Al empezar el gobierno, los ingresos efectivos se aproximaban a los dos millones de libras. En 1908, último año del gobierno, los ingresos efectivos sobrepasaron los dos millones ochocientos mil libras.

## Política educacional
El gobierno de Pardo se caracterizó por dar un gran impulso a la educación, siendo en ese sentido el más notable esfuerzo realizado desde el inicio de la República. Este impulso no solo se materializó en la construcción de infraestructura, sino que se enfocó en la dación de normas de sistematización y tecnificación de la enseñanza en todos sus niveles. Para realizar tan magna obra, se contó en muchos casos con la ayuda privada.

### Reforma educativa
La instrucción primaria en el Perú, según la Ley de 1876, dictada por Manuel Pardo, estaba en manos de los municipios. José Pardo, bajo la gestión de su Ministro de Justicia e Instrucción Jorge Polar (sucedido después por Carlos Washburn), decidió cambiar radicalmente dicha situación.
El 5 de diciembre de  1905 se promulgó la ley N.º 162, por la cual, la educación primaria pasó a depender del gobierno central. Se dispuso también que esta fuera obligatoria y gratuita y que en haciendas, aldeas y minas hubiese siquiera una escuela elemental mixta al igual que en todo centro poblado con más de doscientos habitantes.
Se construyeron numerosos locales escolares modelos en Lima y el resto del país. Se destinó un fondo especial para la adquisición de útiles escolares y de material didáctico, que fueron distribuidos gratuitamente en las escuelas. Al asumir Pardo el gobierno había menos de 1.500 escuelas con alrededor de 100.000 alumnos; al dejar el poder, existía cerca de 2.700 escuelas a las que acudían 170.000 alumnos.
Se establecieron escuelas de tipo industrial en Iquitos, Yurimaguas y Tarapoto, es decir, en la región amazónica. También se fundaron una Escuela de Sericultura en Abancay, y una Granja-Escuela en el fundo Santa Beatriz, anexo a la Escuela de Agricultura.
Se crearon escuelas nocturnas para obreros en las más importantes capitales de departamentos (Arequipa, Cuzco, Lima, Trujillo y Chiclayo) y se mejoraron los servicios de la Escuela Correccional de Lima.
En el plano administrativo se creó la Dirección General de Instrucción de la que dependían inspectores encargados de la labor de vigilancia en toda la República. En la cúspide de dicho organismo se hallaba el Consejo Superior de Educación, de carácter meramente consultivo.

### Estímulo a la carrera magisterial
Se dio también estímulo a la carrera magisterial, fundándose la Escuela Normal de Varones para la formación de maestros de primaria, que después se denominó Instituto Pedagógico Nacional, base de la posterior Escuela Normal Superior, hoy Universidad Nacional de Educación Enrique Guzmán y Valle, La Cantuta. Su dirección se confió a especialistas contratados en Alemania y Suecia.
Además, se reorganizó la Escuela Normal de Mujeres.

### Promoción de la cultura
- El 24 de septiembre de 1905 inauguró la Escuela de Arte y Oficios de Lima, cuya dirección asumió Pedro Paulet.[31] Es el actual Instituto Superior Tecnológico Público José Pardo.
- Se fundó el Instituto Histórico del Perú, actual Academia Nacional de la Historia, destinado a fomentar las investigaciones del acontecer histórico peruano. Se le asignó como local el Palacio de la Exposición.[27]
- Se fundó la Academia Nacional de Música.[25]
- Se fundó el Museo Nacional de Historia, con sus secciones incaica, colonial y republicana, bajo la dirección del arqueólogo alemán Max Uhle.[25]
- Se fundó el Ateneo de Lima.[27]
- En las universidades como San Marcos de Lima y San Antonio de Abad del Cuzco se dio paso al estudio de la antropología, y se permitió el ingreso en sus aulas a estudiantes mujeres.

## Defensa nacional
Pardo se preocupó por la defensa nacional, continuando así la obra iniciada por Nicolás de Piérola. Ello era de urgente necesidad frente al agravamiento de los conflictos limítrofes con las naciones vecinas, ávidas de apoderarse de territorios peruanos.

### Ejército
- En 1905 se renovó el contrato con la Misión Militar Francesa para preparar y renovar el Ejército.[32]
- Se fundó la Escuela Superior de Guerra para formar oficiales de Estado Mayor.[32]
- Se estableció el servicio de veterinaria, complemento de la caballería.[32]
- Se estableció en el Ejército los servicios de topografía, de ingenieros y de remonta[32] (esto último es la compra, cría y cuidado de los caballos destinados al ejército).
- Se crearon los cuerpos de Artillería de Costa y Artillería de Campaña.[32]
- El territorio del país se dividió en cuatro zonas militares: Norte, Centro, Sur y Oriente.
- Se adquirieron materiales bélicos y se dio un plan de fortificación de Lima y Callao.[32]
- Se creó la Intendencia General del Ejército.[33]
- A partir de 1905 se instauró el Día de la Jura de la Bandera, el 7 de junio de cada año (aniversario de la batalla de Arica), a cargo de los conscriptos del ejército.

### Marina de Guerra

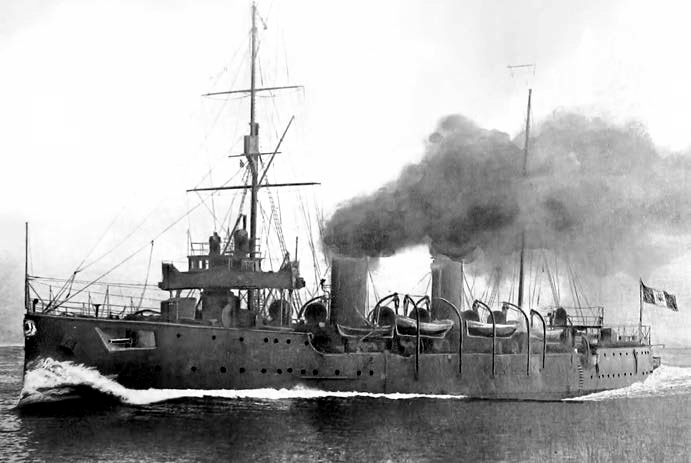
Crucero Grau, durante las pruebas oficiales del 20 de septiembre de 1906 en Glasgow, Escocia.

Al comenzar el siglo XX, la Marina de Guerra del Perú no se había incrementado mayormente; hecho que lo recordó el vicepresidente Serapio Calderón en un mensaje que dirigió al Congreso nacional en 1904, poco antes del ascenso al poder de Pardo: «No tenemos Marina de Guerra, como bien lo sabéis». Conformaban entonces la armada apenas tres viejos buques: el crucero Lima y los transportes Constitución y Chalaco.
Pardo se preocupó por repotenciar la Marina de Guerra. En 1905 se adquirió el transporte Iquitos. Y teniendo como base una erogación popular (que dio un millón de soles) y un empréstito, se mandó a construir en los arsenales ingleses los cruceros ligeros Almirante Grau y Coronel Bolognesi, cada uno de los cuales desplazaba más de 3.200 toneladas. La llegada al Callao de estos buques, en agosto de 1907, produjo un estallido de júbilo patriótico en todo el país. Dichos navíos fueron los mejores exponentes de la marina de guerra peruana, hasta que en la década de 1950 fueron sustituidos por otros que conservaron sus nombres.
Se reforzó también la flotilla amazónica con cuatro lanchas patrulleras con base en Iquitos. Asimismo, la Escuela Naval fue reorganizada y la Escuela Náutica de Piura tomó renovado impulso, en tanto que guardiamarinas peruanos empezaron a hacer prácticas en las escuadras estadounidense, española y argentina. También se presentó en el Congreso un proyecto para crear el Ministerio de Marina (por entonces, Guerra y Marina formaban un solo ministerio) pero no prosperó, debido al hecho de que el personal de la Marina no era muy numeroso como para crear un nuevo portafolio.

### Inicio de la legislación social

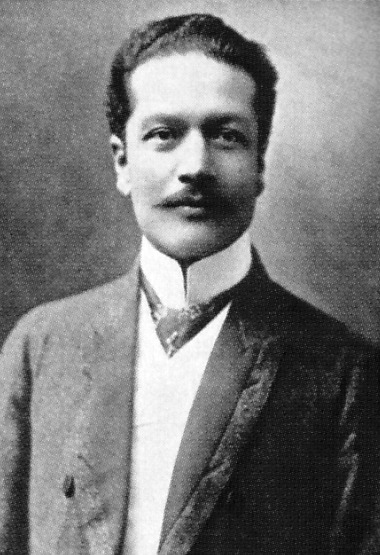
José Matías Manzanilla elaboró un proyecto de Legislación del trabajo, a pedido del gobierno.

El gobierno tuvo que enfrentar a una fuerte corriente de reivindicación social preconizada por el movimiento obrero, que, bajo la dirección de destacados líderes e inspirados en las ideas de Manuel González Prada, instauraron el denominado anarco-sindicalismo. Ya desde fines del siglo XIX, el proletariado desarrollaba una gran actividad, especialmente la Confederación de Artesanos, que contaba con una Cooperativa de obreros, como medio de auxilio a la deprimente situación económica de sus afiliados. En marzo de 1901 se realizó un Congreso Obrero, donde se plantearon cuestiones como la duración de la jornada de trabajo, reajustes de las remuneraciones, organización representativa del mutualismo obrero y la creación de la Biblioteca Popular Ricardo Palma. En 1904 se formó la Federación de Obreros y Panaderos Estrella del Perú, que contó en sus filas a sindicalistas como Manuel Caracciolo Lévano, su hijo Delfín Lévano, Fidel García, entre otros. En una declaración de principios formulada el 1 de enero de 1906, dicha federación exigió la implantación de la jornada de las ocho horas de trabajo, que ya se había consagrado en otros países.
En 1904, y ante esta creciente agitación obrera, el gobierno encargó al ilustre jurista José Matías Manzanilla la elaboración de un proyecto de Legislación del trabajo a la que generalmente se ha denominado Legislación Social. En su mensaje al Congreso en 1905, Pardo hizo conocer estos proyectos, pero luego de unos debates su aprobación fue aplazada y solo en 1911 se aprobó uno de ellos, referente a las indemnizaciones por accidentes de trabajo. Esta parquedad en la aprobación se debió a la oposición de algunos legisladores, que temían ser vulnerados en sus derechos o en los de sus representados. Sin embargo, los proyectos de Pardo sentaron un auspicioso precedente y se concretaron paulatinamente en los sucesivos gobiernos. El diario El Comercio de Lima, apoyó muchos de estos planteamientos de avanzada en el campo de la legislación social.

## Aspecto internacional
En lo que respecta a la política exterior, los puntos más críticos fueron las cuestiones limítrofes con los países vecinos. Con Brasil se había firmado un modus vivendi que neutralizaba la zona en disputa (Alto Yurúa y Alto Purús), mientras se negociaba la definición limítrofe; ello se firmó meses antes de la llegada al poder de Pardo, en julio de 1904, y se fue renovando cada seis meses a lo largo de este gobierno. Con Colombia se celebraron tres pactos de arbitraje que se suscribieron el 12 de septiembre de 1905, el primero de ellos de arbitraje general; el segundo, de arbitraje sobre cuestión de límites; y el tercero de modus vivendi, sobre la zona en disputa del Putumayo. Con Ecuador, luego de unos incidentes armados ocurridos en la zona del Napo y del Aguarico, se optó por continuar con el arbitraje del rey de España. Con Bolivia también hubo algún incidente en la frontera, mientras se ventilaba el litigio con el arbitraje del presidente de Argentina. Y no hubo avance en la cuestión de Tacna y Arica con Chile.

### Con Brasil
El Convenio celebrado en 1851 entre Brasil y el Perú, había delimitado parcialmente la frontera entre ambos países, quedando pendiente la definición fronteriza al sur del río Yavarí. Debido a ello, el Brasil fue avanzando sobre el territorio no delimitado que el Perú consideraba suyo. El asunto se complicaba pues Bolivia también aducía tener derechos en la zona.
La situación se mantuvo en calma, hasta comienzos del siglo XX, cuando, debido al auge del caucho, los caucheros brasileros penetraron en el Alto Yurúa y el Alto Purús. Estos territorios se hallaban precisamente al sur del Yavarí, y por esa época empezaban a ser colonizados por el Perú, que había establecido comisarías en la boca del Amueya (Yurúa) y la boca del Catay (Purús). Pero cuando Bolivia cedió a Brasil sus presuntos derechos a esa zona por el Tratado de Petrópolis de 1903, los brasileños intensificaron su avance colonizador en toda esa región, dando lugar a choques armados con caucheros peruanos.
Casi por la fuerza, tropas brasileña provenientes de Manaos desalojaron a caucheros peruanos de los ríos Chandless y Amuenza (1903). Brasil prohibió también el tráfico de armas y municiones al Perú por el Amazonas. El Perú protestó, pero no podía hacer mayor cosa pues enfrentaba a un gigante como el Brasil. Por lo demás, toda esa región se hallaba desligada del resto del Perú por razones de distancia, mientras que para Brasil era más fácil su penetración por la vía fluvial. Las negociaciones, llevadas a cabo en Río de Janeiro, entre el Barón de Río Branco (por Brasil) y Hernán Velarde (por Perú) dieron por resultado la firma de un modus vivendi, acuerdo provisional que consistía en una neutralización de territorios de los ríos en disputa, por un periodo de seis meses, susceptible de prórroga (12 de julio de 1904). Efectivamente, se fue prorrogando hasta la solución del diferendo limítrofe al sur del Yavarí, lo que ocurrió en 1909 con el Tratado Velarde-Río Branco, ya bajo otro gobierno.

### Con Ecuador
El pleito con Ecuador se hallaba entonces en espera del arbitraje del rey de España. Sin embargo, la penetración ecuatoriana en territorio peruano por la zona del río Napo había continuado, lo que produjo el incidente armado de Torres Causana en julio de 1904, meses antes de que Pardo asumiera el poder. En 1905 llegó a Quito el comisario regio Ramón Menéndez Pidal, representante del rey de España, el cual expuso a los representantes de Ecuador y Perú, que para llegar a una situación conciliatoria, ambos países tenían que retirar sus guarniciones militares del Napo. El retiro de tropas no significaba el abandono de las posesiones de ninguna de las partes. Ecuador retiró sus guarniciones militares que tenía en Aguarico y las condujo a Quito, lo propio hizo el Perú con las que mantenía en Torres Causana, que los trasladó a Iquitos. Solucionado ese problema, continuó la presentación de los alegatos de las partes ante el rey de España. El alegato peruano estuvo a cargo de los comisionados Mariano H. Cornejo y Felipe de Osma, en cuatro tomos y siete de documentos.

### Con Bolivia
Con Bolivia, se hallaba ventilando la cuestión de límites al arbitraje del Presidente de la República Argentina. El alegato peruano fue presentado por el internacionalista Víctor M. Maúrtua, alegato que consta de dos tomos y 12 de documentos (1906). No obstante, no dejó de producirse algunos incidentes en la frontera. La ocupación de la boca del río Heath por tropas bolivianas al mando del general José Manuel Pando en mayo de 1906, motivó la protesta del Perú. De otro lado, se firmó con el gobierno de Bolivia un Tratado de Comercio, que entró en vigencia el 1 de julio de 1906.

### Con Colombia
Con Colombia, se mantenía la disputa del extenso territorio selvático situado entre los ríos Putumayo y Caquetá, donde actuaban los caucheros, siendo el más célebre el peruano Julio C. Arana. El Perú, deseoso de solucionar este diferendo, envió una legación a Bogotá, encabezada por Hernán Velarde, quien firmó con Clímaco Calderón y Luis Tanco Argáez varios acuerdos: un tratado por el cual se sometía el pleito de límites al arbitraje del sumo pontífice (12 de septiembre de 1905); y un convenio de statu  quo y de modus vivendi en la región disputada del Putumayo, quedando este río como límite provisional. Colombia ocuparía la zona norte de dicho río y el Perú la zona sur; ambos se comprometían a no hacer avances al lado contrario, mientras se ventilase la solución definitiva. 
El  6 de julio de 1906 se firmó en Lima un nuevo convenio de modus vivendi para la zona en litigio, que neutralizó la zona en disputa. Ello facilitó, indirectamente, por la ausencia de autoridades civiles, policiales o militares, los excesos cometidos por parte de los caucheros contra la población indígena (los llamados Escándalos del Putumayo, denunciados por Roger Casement en 1911).
Cuando en octubre de 1907, la cancillería colombiana cesó unilateralmente el modus vivendi, la cancillería peruana pidió a Arana que ayudara con sus empleados a repeler una posible invasión colombiana. Se produjeron entonces choques entre peruanos y colombianos, en 1908. El gobierno de Lima veía a la empresa de Arana como un símbolo tangible de la defensa del territorio patrio. Mientras que Colombia, interesada en apoderarse de esa zona, desató un campaña intensa y vilipendiosa contra Arana y su empresa.

### Con Chile
Con Chile la situación fue igualmente tensa. Esta república retenía ilegalmente las provincias peruanas de Tacna y Arica, pues según el Tratado de Ancón (que puso fin a la guerra del Pacífico en 1883), en 1894 debió convocar en ellas un plebiscito para que sus habitantes decidieran retornar al Perú o permanecer en Chile. Sin embargo, el gobierno chileno, no solo prorrogó indefinidamente la realización de tal plebiscito sino que desde 1900 arreció una severa política de «chilenización» contra los peruanos de Tacna y Arica, así como los que residían en Tarapacá, lo que provocó la protesta del gobierno peruano. Por ese motivo, desde 1901 se hallaban rotas las relaciones diplomáticas entre ambos países. En octubre de 1904, a poco de iniciarse el gobierno de Pardo, Chile y Bolivia firmaron el Tratado de 1904, que zanjó la paz entre ambas naciones. El cancillería peruana protestó ante su par chilena con respecto a algunas cláusulas de dicho tratado, en lo concerniente a la demarcación de la frontera boliviana-chilena y a la construcción del ferrocarril entre Arica y La Paz, ya que afectaban directamente los intereses del Perú (pues legalmente, el Perú seguía siendo el señor y dueño de Tacna y Arica, mientras que Chile era solo el tenedor y ocupante). De todos modos, poco después se reanudaron las relaciones diplomáticas entre Perú y Chile. Las mismas que se volverían a romper, ya durante el siguiente gobierno, a raíz del llamado «Incidente de la Corona» (1909).

## Progreso material

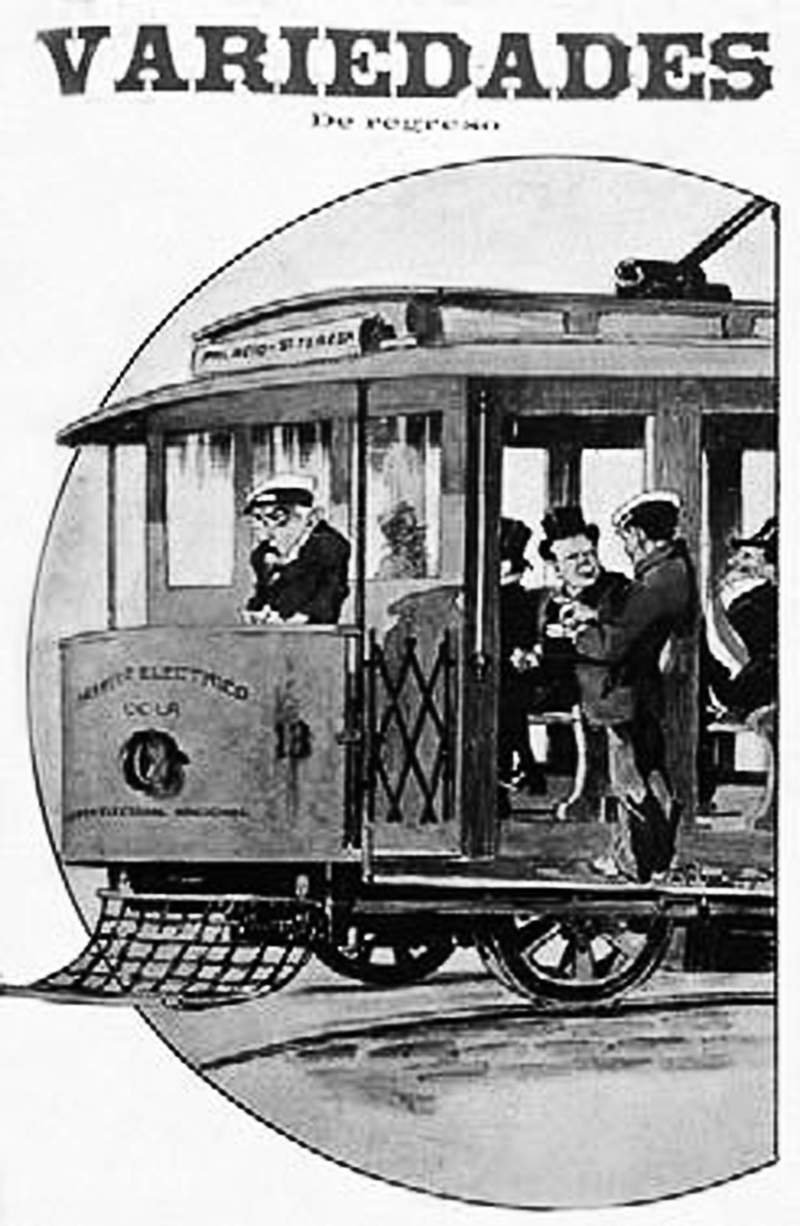
Una de las innovaciones en el transporte público limeño fue el uso del tranvía eléctrico, que sustituyó al de tracción animal. En esta caricatura que ironiza el fin del gobierno de José Pardo y Barreda en 1908, el “tranvía” es utilizado como metáfora política.

### Política ferrocarrilera
Se trató de llevar adelante la construcción de los ferrocarriles ordenada por la ley del 30 de marzo de 1904, dándose preferencia a la prolongación de la línea de Sicuani a Cuzco, y de La Oroya a Huancayo. Pero el proyecto de construir un ferrocarril hacia la región amazónica del Ucayali, no fue aprobado por el Congreso. En cambio se construyeron otras vías de tramo corto, de modo que hacia 1908, el total de vías férreas del país ascendía a 2.153 km, siendo las de mayor extensión el del Callao a La Oroya con 225 kilómetros, el de Arequipa a Puno con 251 kilómetros. En ese entonces existían algunos ferrocarriles en construcción como el de Tumbes a la Palizada; de Chimbote a Recuay; de Checacupe al Cusco; de Ilo a Moquegua y de Huancayo a Ayacucho.

### Progreso urbano de Lima
El lento pero sostenido crecimiento demográfico de Lima de fines del siglo XIX obligó a los gobiernos a invertir en la mejora de los servicios públicos urbanos. Este impulso se dio gracias a la labor del alcalde Federico Elguera. La capital tenía entonces 140.884 habitantes, siendo su principal avenida la de La Colmena (hoy Avenida Nicolás de Piérola), aunque aún no se hallaba culminada. Se pavimentaron 50 calles con asfalto comprimido en forma de adoquines; se hicieron algunos arreglos en la Plaza de Armas y en la Plaza Bolívar; y se ensanchó el Puente de Piedra.
Desde 1878 el servicio de transporte público de Lima consistía en el llamado tranvía de sangre, es decir, vagones impulsados por la fuerza de animales de carga. A partir de 1902 se decidió a cambiar por el tranvía eléctrico y se formaron sociedades en Lima, Callao y Chorrillos para hacer factible el proyecto. El primer ferrocarril eléctrico transurbano fue inaugurado en febrero de 1904 (gobierno de Candamo) y unía en línea doble Lima con Chorrillos. En julio de 1905 se abrió otra línea que unía Lima con el Callao, y que pronto se extendió a La Punta.
Las anteriores líneas mencionadas eran transurbanas, es decir, unían Lima con los balnearios. El primer tranvía urbano (es decir, para hacer servicio en el recinto urbano de Lima) fue inaugurado en mayo de 1906. Otro similar se estableció en el Callao.
Otra novedad lo constituyó la llegada de los primeros automóviles. El primero que recorrió las calles limeñas fue uno de marca Locomobile a vapor de cuatro cilindros, traído en 1903 por Ricardo L. Flores Gaviño. Al año siguiente llegó el primer automóvil a gasolina, un Richard Brassier de dos cilindros. El primer ingeniero peruano especializado en el rubro automotor fue Alberto Grieve, quien patentó un modelo suyo de automóvil, al que dio su nombre.

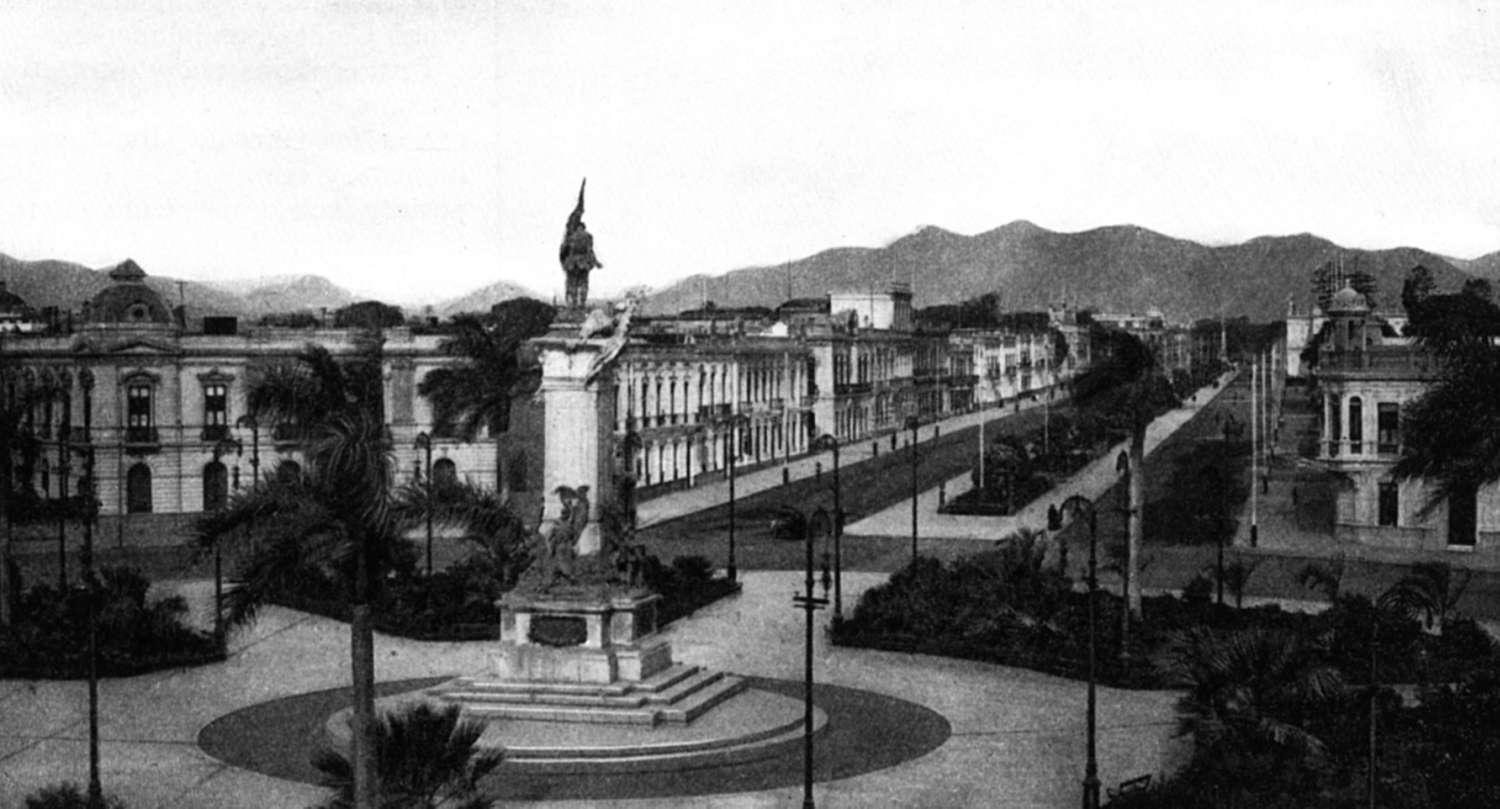
Plaza Bolognesi, inaugurada en 1905.

El 5 de noviembre de 1905 se inauguró el monumento en homenaje al coronel Francisco Bolognesi en la plaza de su nombre, ceremonia a la que asistió el coronel argentino Roque Sáenz Peña, antiguo subordinado de Bolognesi en la defensa de Arica. La escultura del héroe, obra del escultor catalán Agustín Querol (que representaba al héroe de pie, con la cabeza ladeada, en el momento de recibir el tiro fatal), sería reemplazada por otra en los años 1950.
Sáenz Peña participó en la ceremonia con rango de general del ejército peruano, y en el desfile militar recibió el mando de la línea. Delante de la estatua de su antiguo jefe, la emoción le impidió leer el discurso que tenía preparado, y se limitó a decir: «¡Presente, mi coronel!». En 1910 llegó a ser presidente de Argentina y falleció en 1914.
Como homenaje a los héroes caídos en la guerra con Chile se construyó la Cripta de los Héroes en el Cementerio General de Lima (hoy Cementerio Presbítero Maestro). Su arquitecto fue el francés Emile Robert. Fue inaugurada el 8 de septiembre de 1908, en una emocionante ceremonia.

## Impulso al desarrollo de la Amazonía
El gobierno de Pardo corresponde a la época de la gran demanda del caucho en el mercado mundial. Dicho producto se extraía de la región amazónica, por obra de osados aventureros que usufructuaban de la mano de obra indígena, cometiendo las más de veces horrendos abusos sobre dicha población. Uno de los más célebres empresarios caucheros fue el ya mencionado Julio C. Arana. Caucheros peruanos y extranjeros lucharon por el control de la explotación cauchera en las zonas fronterizas: en el Putumayo, en el Purús, en el Yuruá, en el Beni y en el Madre de Dios.

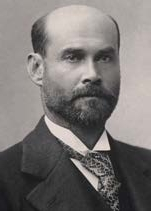
El coronel Pedro Portillo.

El boom del caucho motivó la preocupación del gobierno por conectar la selva con el resto del país. Siguió en actividad la Junta de Vías Fluviales, fundada en 1901 con el fin de fomentar exploraciones en la selva. En este campo es de destacar la actuación del coronel Pedro Portillo, prefecto de Loreto entre 1901 y 1904, y Ministro de Fomento y Obras Públicas de 1906 a 1908. Poseído de un profundo sentido peruanista, Portillo levantó un minucioso mapa del departamento de Loreto, instaló muchos puestos fronterizos, frenó la penetración extranjera (sobre todo del Brasil) y frenó los abusos que los gamonales y caucheros cometían sobre la población indígena. Pretendió señalar los sitios más propicios para una colonización peruana e impulsó la creación de escuelas para los niños selváticos.
También hay que mencionar a Manuel Mesones Muro, que en 1902 halló el paso más corto entre la selva y la costa por Lambayeque y Cajamarca,  presentando al gobierno un proyecto de construcción de una vía, que solo se cristalizaría muchos años después. Y a Jorge Von Hassel, explorador, constructor del muelle de Iquitos, contratista del correo central por el Pachitea y el Pichis y proyectista del ferrocarril entre Piura y el pongo de Manseriche.
Por ley N.º 201 del 4 de septiembre de 1906 se creó el departamento de San Martín, que hasta entonces formaba parte del de Loreto.

## Elecciones de 1908
Augusto B. Leguía, el que fuera ministro de Hacienda de Pardo, fue el candidato oficialista en las elecciones de 1908, es decir, en representación del Partido Civil. El Partido Demócrata, a instancias de su líder, el viejo caudillo Nicolás de Piérola, se abstuvo de participar; al igual que en 1904, Piérola adujo no querer ser cómplice de una farsa y que abtenerse era «obrar y obrar de la manera más eficaz y saludable posible».
Augusto Durand, jefe del Partido Liberal –una especie de ala izquierda del Partido Demócrata–, trató de impedir los comicios con una revolución al viejo estilo de las montoneras. Ocurrió a principios de mayo de 1908. Pero fracasó debido a que el maquinista del ferrocarril central, que por la fuerza conducía a los golpistas a la sierra, aprovechó un alto para desenganchar la máquina y poner sobre aviso a las autoridades de Cerro de Pasco, que así pudieron tomar a tiempo las medidas necesarias. Varios grupos de montoneros fueron derrotados en sendos combates. Desde Lima se desató la represión. Alberto Ulloa Cisneros, director del diario La Prensa y simpatizante de Piérola, fue apresado, al igual que los dirigentes de los partidos Demócrata y Liberal. Numerosos parlamentarios fueron asimismo encerrados en la Penitenciaría, acusados de estar involucrados en la sedición. Se los quiso someter al fuero militar, por tratarse de una rebelión armada, pero los congresistas detenidos, defendidos por Manuel Augusto Olaechea, consiguieron que el caso se ventilase en el fuero civil. La Corte Suprema ordenó la libertad de los que hubieran sido capturados sin armas, decisión que acató el gobierno. Los presos salieron a la calle el 5 de agosto de 1908, en medio de la ovación popular.
Las elecciones se realizaron el 25 de mayo de 1908 y en los días siguientes. Al no participar ni demócratas ni liberales, que eran la oposición, Leguía resultó elegido sin resistencia, computándose a su favor 133.732 votos.
Cumplido su mandato, Pardo entregó el poder a Leguía, el 24 de septiembre de 1908, y emprendió un viaje a Europa que supuso su alejamiento del país por seis años. De vuelta al Perú (1915), postularía otra vez a la presidencia, resultando nuevamente ganador.

## Autoridades

### Ministros
| Ministerio                    | Ministros | Periodo |
| ----------------------------- | --- | --- |
| PCM                           | Augusto B. Leguía Salcedo Agustín Tovar Aguilar Carlos A. Washburn Salas                                                                 | 24 de septiembre de 1904 - 31 de julio de 1907 1 de agosto de 1907 - 8 de octubre de 1907 9 de octubre de 1907 - 24 de septiembre de 1908 |
| Relaciones Exteriores         | Javier Prado Ugarteche Solón Polo | 24 de septiembre de 1904 - 13 de diciembre de 1906 14 de diciembre de 1906 - 24 de septiembre de 1908 |
| Hacienda y Comercio           | Augusto B. Leguía Salcedo Germán Schreiber Waddington                                                                                    | 24 de septiembre de 1904 - 1 de agosto de 1907 2 de agosto de 1907 - 24 de septiembre de 1908 |
| Justicia, Culto e Instrucción | Jorge Polar Vargas Carlos A. Washburn Salas                                                                                              | 24 de septiembre de 1904 - 19 de noviembre de 1906 19 de noviembre de 1906 - 24 de septiembre de 1908 |
| Gobierno y Policía            | Eulogio Romero Salcedo Ernesto Zapata Amador del Solar Cárdenas Hernán Velarde Diez Canseco Agustín Tovar Aguilar Germán Arenas y Loayza | 24 de septiembre de 1904 - 13 de febrero de 1906 19 de febrero de 1906 - 31 de julio de 1906 31 de julio de 1906 - 16 de agosto de 1906 20 de agosto de 1906 - 4 de mayo de 1907 11 de mayo de 1907 - 9 de octubre de 1907 9 de octubre de 1907 - 24 de septiembre de 1908 |
| Fomento y Obras Públicas      | José Balta Paz Pedro Portillo Delfín Vidalón                                                                                             | 24 de septiembre de 1904 - 7 de marzo de 1906 9 de marzo de 1906 - 31 de julio de 1906 31 de julio de 1906 - 24 de septiembre de 1908 |
| Guerra y Marina               | Pedro E. Muñiz Sevilla Juan Norberto Eléspuru                                                                                            | 24 de septiembre de 1904 - 30 de diciembre de 1907 30 de diciembre de 1907 - 24 de septiembre de 1908 |